# Leef
Leef é um single e hit do cantor neerlandês Han van Eijk que se tornou a música-título do popular programa de TV Big Brother em 1999. Foi escrita e produzida por Ruud Voerman e Paul Post.
A música se tornou um grande sucesso e estreou em #2 no Top 40 holandês e no Mega Top 100, alcançando a posição número 1 apenas no Mega Top 100. No Top 40 o single ficou atrás apenas de If I Could Turn Back the Hands of Time, hit de R. Kelly.

## Regravações
- Na Bélgica, a música foi regravada em 2000 por Walter Grootaers e Mozaïek e fez ainda mais sucesso. Leef alcançou o número 1 no ultratop flamengo e conquistou a dupla platina. Mais de 60.000 unidades foram vendidas em apenas três semanas.[2]

- Sob o alter ego Ronny King , Chris Van den Durpel fez uma versão-paródia, intitulada "Speak", que ganhou mais visualizações no YouTube do que o original.

- Em 2019, a música foi regravada na série #LikeMe .

### Versão em Português
Leef ganhou uma versão em português, intitulada "Vida Real", que foi gravada pelo Paulo Ricardo, após ser encomendada pela produção da Rede Globo para ser o tema de abertura do Big Brother Brasil. "Vida Real" foi escolhida pela própria endemol holandesa, idealizadora do reality show Big Brother, como a melhor versão de todas feitas para o programa.
Em 2005, a nova banda de Paulo Ricardo, PR.5, fez uma nova versão que durou até 2012. E em 2013, o RPM apresentou uma nova versão, que está sendo usada desde então.